# Ameretat
Amerdad (en avéstico: 𐬀𐬨𐬆𐬭𐬆𐬙𐬁𐬙, romanizado: Amərətāt) es el nombre en avéstico del concepto divino y divinidad zoroastriana de la inmortalidad. Amerdad es el Amesha Spenta de larga vida en la tierra y perpetuidad en el más allá.
La palabra amərətāt es gramaticalmente femenina y la divinidad Amerdad es una entidad femenina. Etimológicamente, el avéstico amərətāt deriva de una raíz indo-iraní y está relacionado lingüísticamente con el sánscrito védico amṛtatva. En la tradición zoroastriana de la era sasánida, Amerdad aparece como persa medio 𐭠𐭬𐭥𐭫𐭣𐭠𐭣 Amurdad, continuando en persa nuevo como مرداد Mordad o Amordad. Le sigue Shehrevar.

## En las escrituras

### En los Gathas
Al igual que los otros Amesha Spentas, Ameretat está atestiguado en los Gathas, los textos más antiguos del zoroastrismo y se considera que fueron compuestos por el mismo Zoroastro. Y como la mayoría de los otros principios, Ameretat no es inequívocamente una entidad en esos himnos. A diferencia de cuatro de los otros Amesha Spentas, Ameretat no tiene un epíteto permanente que en los textos posteriores de Avesta se convierta en un elemento de su nombre propio.
Ya en los Gathas, Ameretat está estrechamente relacionado con haurvatat, el Amesha Spenta de "Totalidad" y salud. Dirigiéndose a Ahura Mazda en Yasna 34.11, el profeta Zoroastro exclama que "tanto la Totalidad como la Inmortalidad son para el sustento" en el Reino de Dios. En el mismo verso, como también en Yasna 45.10 y 51.7, se trazan paralelos entre Ameretat y Haurvatat por un lado y "resistencia y fuerza" por el otro.

### En el Avesta más joven
La relación entre Ameretat y Haurvatat continúa en el Avesta más joven (Yasna 1.2; 3.1; 4.1; 6.17; 7.26; 8.1, etc.; Yasht 1.15; 10.92). Los textos del Avestan joven aluden a sus respectivas tutelas de la vida vegetal y el agua (comparable con la alusión gathic al sustento), pero estas identificaciones solo se desarrollan adecuadamente en la tradición posterior (ver más abajo). Estas asociaciones también reflejan el modelo cosmológico zoroastriano en el que cada uno de los Amesha Spentas se identifica con un aspecto de la creación.
La contraparte antitética de Ameretat es el demonio (daeva) Shud "hambre", mientras que la contraparte de Haurvatat es Tarshna "sed". Ameretat y Haurvatat son los únicos dos Amesha Spentas a los que aún no se les ha asignado una contraparte antitética en los Gathas. En el marco escatológico de Yasht 1.25, Ameretat y Haurvatat representan la recompensa de los justos después de la muerte (cf. Ashi y ashaván).

## En la tradición
En el Bundahishn, un relato zoroastriano de la creación completado en el siglo XII, aparecen Ameretat y Haurvatat, junto con Spenta Armaiti (MP: Spendarmad), la tercera mujer Amesha Spenta, en la mano izquierda de Ahura Mazda (Bundahishn 26.8). A lo largo de las escrituras y la tradición zoroastriana, estos tres principios se identifican de manera más consistente con las creaciones que representan: respectivamente, la vida vegetal, el agua y la tierra.
Según las leyendas cosmológicas del Bundahishn, cuando Angra Mainyu (MP: Ahriman) marchitó la planta primordial, Ameretat la aplastó hasta convertirla en pulpa y la mezcló con agua. Tishtrya luego tomó el agua y la esparció sobre el mundo en forma de lluvia, lo que a su vez hizo que crecieran una multitud de otras plantas.
En la dedicación calendárica de Siroza 1.7, Ameretat se invoca el séptimo día de cada mes junto con el Gaokarena (el "Haoma Blanco"). Esta alusión de Younger Avestan a la inmortalidad se desarrolla adecuadamente en Bundahishn 27.2, donde se considera que White Haoma es el "jefe de las plantas que disipa la muerte". De este Haoma Blanco se preparará la ambrosía de la inmortalidad para la renovación final del mundo (Bd. 19.13; 30.25). Otros capítulos tienen el néctar creado a partir de la misma Ameretat (por ejemplo, Bd. 26.113).
Según el recuerdo de Denkard de los textos avésticos perdidos, el tan-gohr de Zoroastro, su yo material, estuvo bajo la protección de Ameretat y Haurvatat hasta la concepción del profeta. Las divinidades hicieron que las lluvias nutrieran la hierba, que luego comieron seis vacas blancas. Al beber la leche de esas vacas, la madre de Zoroastro absorbió su tan-gohr. (Denkard 7.2.19 f)
A través de la asociación con las plantas y el agua, Ameretat y Haurvatat se identifican en consecuencia con la comida y la bebida (cf. sustento en los Gathas, arriba), y tradicionalmente era por respeto a estos dos Amesha Spentas que las comidas debían tomarse en silencio. En el Libro de Arda Viraz 23.6-8, el justo Viraz ve a un hombre castigado en el infierno "por consumir a Hordad y Amurdad mientras parloteaba ilegalmente mientras masticaba".
En la jerarquía de yazatas, Ameretat tiene a Rashnu, Arshtat y Zam como asistentes o cooperadores (hamkars). Rashnu y Arshtat tienen roles en la escatología zoroástrica, mientras que Zam es la divinidad de la tierra y el nutridor de las plantas.
En las dedicatorias de nombres de días y nombres de meses del calendario zoroastriano, el séptimo día del mes y el quinto mes del año llevan el nombre de Ameretat/ Amurdad/Mordad y están bajo su protección. El calendario civil iraní de 1925 sigue las convenciones de nomenclatura de meses zoroastrianas y, por lo tanto, también tiene a Mordad como el quinto mes del año.

## En otras religiones
Haurvatat-Ameretat (en pahlavi: hrwdʼd ʼmwrdʼd) aparece en los textos del idioma sogdiano como hrwwt mrwwt.[cita requerida] Se ha sugerido una relación con el hawrot mawrot armenio, pero no se ha confirmado.[cita requerida] Según la tradición del Islam, Al-Quran menciona dos entidades enviadas a Babil (Babilonia) llamadas Harut y Marut, para probar la fe de la gente porque enseñan brujería y hechicería. Estas entidades declararon que fueron enviadas para probar la fe de la gente antes de enseñarles. Los filólogos musulmanes reconocieron que Harut y Marut no eran de origen árabe, pero se dejó a Paul Lagarde, en su libro "Gesammelte abhandlungen", declarar su descubrimiento de que Harut y Marut islámicos representaban a Avestan Haurvatat y Ameretat.